# Away (Enrique Iglesias)
Away è un brano musicale del cantante spagnolo Enrique Iglesias, pubblicato come primo singolo estratto dall'album Greatest Hits. Il brano figura la partecipazione di Sean Garrett, anche produttore, ed è stato reso disponibile su iTunes l'11 novembre 2008, data dell'uscita dell'album. Away era stata inizialmente pensata come primo singolo per l'album di debutto di Garrett Turbo 919".

## Il video
Il video è stato diretto da Anthony Mandler. Il video è stato mostrato in anteprima su Total Request Live il 12 novembre 2008. Il video presenta un cameo di Sean Garrett. Nel video Enrique Iglesias viene mostrato che cammina a piedi attraversando un deserto e guardando indietro nel tempo al momento del crash orribile in cui è morto in un incidente con delle auto, mentre la sua ragazza, interpretata da Niki Huey, grida istericamente. La maggior parte dei video è stato girato nel deserto.

## Tracce
UK CD single
1. Away (edit) - 3:48
2. Away (Moto Blanco club mix) - 7:48

## Classifiche
| Classifica (2008-2009)                    | Posizione più alta |
| ----------------------------------------- | ------------------ |
| Repubblica Ceca                           | 70                 |
| Slovacchia                                | 63                 |
| Regno Unito                               | 132                |
| Stati Uniti Billboard Hot Dance Club Play | 1                  |